# Thraulodes regulus
Thraulodes regulus is een haft uit de familie Leptophlebiidae. De wetenschappelijke naam van de soort is voor het eerst geldig gepubliceerd in 1967 door Traver & Edmunds.
De soort komt voor in het Neotropisch gebied.